# La Mothe-Saint-Héray
La Mothe-Saint-Héray è un comune francese di 1 853 abitanti situato nel dipartimento delle Deux-Sèvres nella regione della Nuova Aquitania.

## Storia

### Simboli
Il comune ha adottato il blasone della famiglia de Baudéan de Parabère, oggi estinta. Henri de Baudéan de Parabère, governatore di Poitou, venne nominato marchese di La Mothe-Saint-Héray nel 1633.

## Società

### Evoluzione demografica
Abitanti censiti